# Saint-Léonard-des-Bois
Saint-Léonard-des-Bois – miejscowość i gmina we Francji, w regionie Kraj Loary, w departamencie Sarthe.
Według danych na rok 1990 gminę zamieszkiwało 497 osób, a gęstość zaludnienia wynosiła 18 osób/km² (wśród 1504 gmin Kraju Loary Saint-Léonard-des-Bois plasuje się na 844. miejscu pod względem liczby ludności, natomiast pod względem powierzchni na miejscu 337.).
- Saint-Léonard des Bois. saint-leonard-des-bois.net. [zarchiwizowane z tego adresu (2007-07-13)].